# Muscoda
Muscoda és una població dels Estats Units a l'estat de Wisconsin. Segons el cens del 2000 tenia 1.453 habitants.

## Demografia
Segons el cens del 2000, Muscoda tenia 1.453 habitants, 610 habitatges, i 384 famílies. La densitat de població era de 412,5 habitants per km².
Dels 610 habitatges en un 29,7% hi vivien nens de menys de 18 anys, en un 46,9% hi vivien parelles casades, en un 11% dones solteres, i en un 36,9% no eren unitats familiars. En el 32,1% dels habitatges hi vivien persones soles el 15,6% de les quals corresponia a persones de 65 anys o més que vivien soles. El nombre mitjà de persones vivint en cada habitatge era de 2,3 i el nombre mitjà de persones que vivien en cada família era de 2,88.
Per edats la població es repartia de la següent manera: un 23,6% tenia menys de 18 anys, un 7,8% entre 18 i 24, un 27,3% entre 25 i 44, un 21,3% de 45 a 60 i un 20% 65 anys o més.
L'edat mediana era de 39 anys. Per cada 100 dones de 18 o més anys hi havia 88,8 homes.
La renda mediana per habitatge era de 30.903 $ i la renda mediana per família de 38.750 $. Els homes tenien una renda mediana de 29.853 $ mentre que les dones 21.058 $. La renda per capita de la població era de 15.390 $. Aproximadament el 7,9% de les famílies i el 10,2% de la població estaven per davall del llindar de pobresa.

## Poblacions més properes
El següent diagrama mostra les poblacions més properes.